# Harriot Eaton Blatch
Harriot Eaton Blatch, nata Stanton (Seneca Falls, 20 gennaio 1856 – Greenwich, 20 novembre 1940), è stata una scrittrice e suffragetta statunitense; era figlia della pioniera attivista per i diritti delle donne Elizabeth Cady Stanton.

## Biografia
Harriot Eaton Stanton nacque, sesta di sette figli, a Seneca Falls, New York, figlia degli attivisti sociali Elizabeth Cady Stanton ed Henry Brewster Stanton. Frequentò il Vassar College, dove si laureò in matematica nel 1878. Frequentò la Boston School for Oratory per un anno e poi trascorse la maggior parte del 1880-81 in Germania come tutrice di ragazze.
Nel suo viaggio di ritorno negli Stati Uniti, incontrò l'uomo d'affari inglese William Henry Blatch, Jr., noto come "Harry Blatch". I due si sposarono nel 1882 e vissero per vent'anni a Basingstoke, Hampshire, dove Harry era il direttore della locale fabbrica di birra John May & Co.

Ebbero due figlie, la seconda delle quali morì all'età di quattro anni. La loro prima figlia, Nora Stanton Blatch Barney, continuò la tradizione di famiglia come suffragetta, fu la prima donna americana ad aggiudicarsi una laurea in ingegneria civile e fu sposata per un breve periodo con Lee de Forest, prima di contrarre un secondo matrimonio più lungo. Harry Blatch morì nel 1915, dopo essere stato accidentalmente colpito da una scarica elettrica.

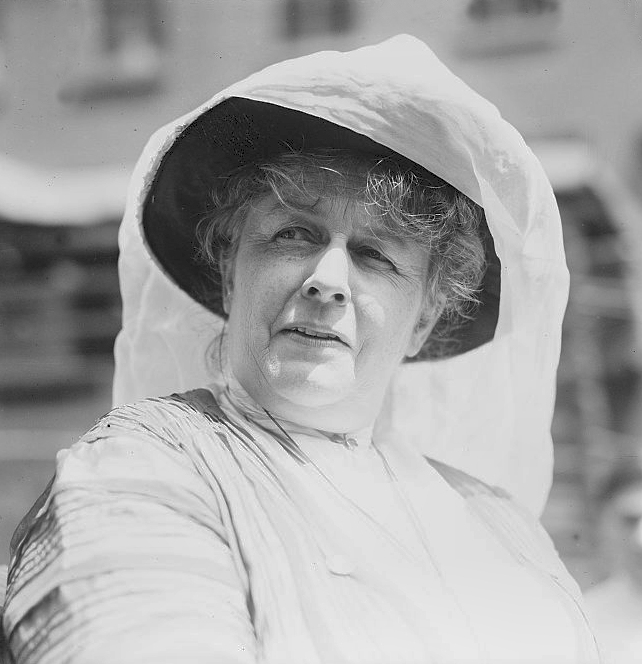
Harriot Stanton Blatch

Nel 1881, Harriot Stanton lavorò con sua madre, Matilda Joslyn Gage e Susan B. Anthony sulla History of Woman Suffrage. Ha contribuito con un capitolo importante al secondo volume, in cui incluse la storia della American Woman Suffrage Association, una rivale della Stanton e della National American Woman Suffrage Association della Anthony. Questa azione contribuì a riconciliare le due organizzazioni.
Mentre era in Inghilterra, eseguì uno studio statistico sulle condizioni delle donne che lavorano nelle campagne inglesi, per il quale ricevette il suo M.A. da Vassar. Nel censimento del 1901 è registrata come visitatore ad Haslemere, nel Surrey, in una casa che faceva parte del movimento Haslemere Peasant Arts, un gruppo che promuoveva l'insegnamento dell'artigianato alle donne e alle ragazze rurali. Ha anche lavorato con gruppi inglesi di riforma sociale, tra cui la Women’s Local Government Society, la Fabian Society e la Women’s Franchise League. In quest'ultima sviluppò tecniche organizzative che avrebbe poi utilizzato in America.

## Campagne per il suffragio
Al suo ritorno negli Stati Uniti nel 1902, la Blatch cercò di rinvigorire il movimento del suffragio femminile americano, che aveva ristagnato. Inizialmente si unì alla direzione della Women's Trade Union League (Lega sindacale femminile). Nel 1907 fondò la Equality League of Self-Supporting Women (in seguito ribattezzata Women's Political Union), per reclutare donne della classe operaia nel movimento di suffragio. Il nucleo principale della lega comprendeva 20.000 operaie di fabbrica, lavanderia e lavoratrici dell'industria dell'abbigliamento del Lower East Side di New York. L'organizzazione faceva pressioni per una soluzione della parità di retribuzione per gli insegnanti di New York.
Attraverso questo gruppo la Blatch organizzò e guidò la parata del suffragio di New York del 1910. Riuscì a mobilitare molte donne della classe operaia, anche se continuò a collaborare con donne di spicco della società. Poteva organizzare proteste militanti di strada mentre lavorava ancora abilmente nella politica dietro le quinte per neutralizzare l'opposizione dei politici della Tammany Hall che temevano che le donne votassero per il proibizionismo. Durante i suoi anni in difesa dei diritti delle donne, pubblicò anche un libro intitolato Mobilizing Woman Power, che ispirò le donne di tutti gli Stati Uniti a riconoscere il loro posto nella società.
L'Unione raggiunse una significativa forza politica e fece attivamente pressioni per un emendamento costituzionale dello stato di New York per dare il voto alle donne, che fu ottenuto nel 1917 dopo che Tammany Hall allentò la sua opposizione. Nel 1915, la Women's Political Union della Blatch si fuse con la Congressional Union di Alice Paul e Lucy Burns, che alla fine divenne il National Woman's Party.

## Guerra e dopoguerra
Durante la prima guerra mondiale, la Blatch dedicò il suo tempo allo sforzo bellico, dirigendo il Woman’s Land Army of America, che fornì ulteriore manodopera agricola. Scrisse Mobilizing Woman Power nel 1918, sul ruolo delle donne nello sforzo bellico, esortando le donne a "andare al lavoro". Nel 1920 pubblicò A Woman’s Point of View, dove assunse una posizione pacifista a causa della distruzione della guerra.
Dopo l'approvazione del diciannovesimo emendamento nel 1920, Blatch si unì al National Woman's Party per lottare per l'approvazione dell'Equal Rights Amendment, piuttosto che per la legislazione protettiva sostenuta dalla Women’s Trade Union League. Si unì anche al Partito Socialista e fu nominata per il New York City Comptroller e poi per l'Assemblea dello Stato di New York, ma non ottenne l'incarico. Alla fine lasciò il partito, a causa del suo sostegno alla legislazione protettiva per le lavoratrici. Durante gli anni '20 lavorò anche per conto della League of Nations, proponendo miglioramenti per gli emendamenti al League's Covenant.

## Gli ultimi anni e la morte
Nel 1939 la Blatch subì una frattura all'anca e si trasferì in una casa di cura a Greenwich, nel Connecticut. La sua biografia, Challenging Years, fu pubblicata nel 1940 e morì la settimana prima del Giorno del Ringraziamento, quello stesso anno a Greenwich.